# ТЕС Кавас
21°10′31″ пн. ш. 72°41′14″ сх. д. / 21.17528° пн. ш. 72.68722° сх. д.
ТЕС Кавас – теплова електростанція на заході Індії у штаті Гуджарат.
В 1992 році на майданчику станції стали до ладу два енергоблоки комбінованого парогазового циклу загальною потужністю 645 МВт. У кожному з них встановлено дві газові турбіни типу потужністю по 106 МВт, які живлять через відповідну кількість котлів-утилізаторів одну парову турбіну з показником 110,5 МВт.
ТЕС мала використовувати природний газ, поданий по перемичці від газопереробного заводу Хазіра. Втім, нестача цього ресурсу змусила з 2000-го активно використовувати зріджені вуглеводневі гази та суміш легких рідких вуглеводнів (naphtha), зокрема, щоб уможливити поставки блакитного палива для іншої електростанції того ж власника – ТЕС Дханор-Гандхар. З 2006 року, після введення в дію терміналу для імпорту ЗПГ Хазіра, основним паливом знову став природний газ.  
Для охолодження використовують воду із річки Тапті, яку подають за допомогою трубопроводу довжиною 16 км, прокладеного від греблі Сінгапур.
Видача продукції відбувається по ЛЕП, розрахованій на роботу під напругою 220 кВ.
Можливо відзначити, що в районі Хазіри також працюють ТЕС Хазіра компанії GSEG та ТЕС Хазіра, споруджена для металургійного комбінату Essar.